# Омельченко Тетяна Сергіївна
Тетяна Сергіївна Омельченко (нар. 23 квітня 1994, Кривий Ріг) — українська і азербайджанська борчиня вільного стилю, чотириразова бронзова призерка чемпіонатів Європи.

## Життєпис
Народилась у Кривому Розі. Боротьбою почала займатися з 2007 року у криворізькій школі-інтернаті № 9, де її та інших дітей-сиріт починав тренувати Олександр Лозний. Потім тренувалася в ДЮСШ № 2 Кривого Рогу. Виступала за кадетську, юніорську і молодіжну збірні команди України. У 2010 році стала бронзовою призеркою чемпіонату Європи серед кадетів. У 2015 році завоювала бронзову медаль чемпіонату Європи серед молоді. Виступала за спортивне товариство «Динамо» Кривий Ріг. Тренери — Григорій Шепелєв. Ще перебуваючі в юніорському віці стала срібною призеркою чемпіонату України серед дорослих. А в 2013 стала відкриттям Київського міжнародного турніру з боротьби, лише у фіналі поступившись майбутній багаторазовій чемпіонці світу та олімпійській чемпіонці Гелен Маруліс. 
З 2016 року почала виступати за Азербайджан. Того ж року стала чемпіонкою Європи серед молоді, а наступного року здобула бронзову нагороду молодіжного чемпіонату світу. Наступного року досягла перших серйозних успіхів на дорослому рівні за збірну Азербайджану. На чемпіонаті Європи, що проходив на початку травня в сербському Новому Саді, вона стала третьою, а вже через два тижні здобула перемогу на Іграх ісламської солідарності, що проходили в Баку. Всього на дорослому рівні здобула для збірної Азербайджану чотири бронзові нагороди чемпіонатів Європи.
У 2021 році двічі намагалася пробитися на Олімпійські ігри в Токіо через олімпійські кваліфікаційні турніри. За регламентом змагань олімпійські ліцензії здобували спортсменки, що посідали перші та другі місця у своїх вагових категоріях. На Європейському олімпійському кваліфікаційному турнірі Омельченко трохи не вистачило, вона посіла третю сходинку, слідом за українкою Іриною Коляденко та латвійкою Анастасією Григор'євою, а на світовому кваліфікаційному турнірі вона стала лише тринадцятою, залишившись без олімпійської ліцензії.

## Спортивні результати на міжнародних змаганнях

### Виступи на Чемпіонатах світу
| Змагання                        | Збірна      | Вагова категорія          | Місце |
| ------------------------------- | ----------- | ------------------------- | ----- |
| Чемпіонат світу з боротьби 2016 | Азербайджан | жіноча боротьба, до 60 кг | 18    |
| Чемпіонат світу з боротьби 2017 | Азербайджан | жіноча боротьба, до 60 кг | 22    |
| Чемпіонат світу з боротьби 2018 | Азербайджан | жіноча боротьба, до 59 кг | 18    |
| Чемпіонат світу з боротьби 2019 | Азербайджан | жіноча боротьба, до 59 кг | 7     |
| Чемпіонат світу з боротьби 2022 | Азербайджан | жіноча боротьба, до 62 кг | 7     |

### Виступи на Чемпіонатах Європи
| Змагання                         | Збірна      | Вагова категорія          | Місце  |
| -------------------------------- | ----------- | ------------------------- | ------ |
| Чемпіонат Європи з боротьби 2017 | Азербайджан | жіноча боротьба, до 60 кг | Бронза |
| Чемпіонат Європи з боротьби 2018 | Азербайджан | жіноча боротьба, до 59 кг | Бронза |
| Чемпіонат Європи з боротьби 2019 | Азербайджан | жіноча боротьба, до 62 кг | Бронза |
| Чемпіонат Європи з боротьби 2020 | Азербайджан | жіноча боротьба, до 62 кг | Бронза |

### Виступи на Кубках світу
| Змагання                    | Збірна      | Вагова категорія          | Місце |
| --------------------------- | ----------- | ------------------------- | ----- |
| Кубок світу з боротьби 2014 | Україна     | жіноча боротьба, до 58 кг | 8     |
| Кубок світу з боротьби 2015 | Україна     | жіноча боротьба, до 58 кг | 6     |
| Кубок світу з боротьби 2017 | Азербайджан | команда                   | 7     |

### Виступи на Універсіадах
| Змагання               | Збірна  | Вагова категорія          | Місце |
| ---------------------- | ------- | ------------------------- | ----- |
| Літня Універсіада 2013 | Україна | жіноча боротьба, до 59 кг | 11    |

### Виступи на інших змаганнях
| Змагання                                                       | Збірна      | Вагова категорія                 | Місце  |
| -------------------------------------------------------------- | ----------- | -------------------------------- | ------ |
| Київський Міжнародний турнір з боротьби 2013                   | Україна     | жіноча боротьба, до 55 кг        | Срібло |
| Турнір Олександра Медведя 2013                                 | Україна     | жіноча боротьба, до 55 кг        | Бронза |
| Золотий Гран-прі з боротьби 2014 (Париж)                       | Україна     | жіноча боротьба, до 60 кг        | Золото |
| Турнір Дана Колова — Николи Петрова 2014                       | Україна     | жіноча боротьба, до 58 кг        | 4      |
| Вогні Москви 2014                                              | Україна     | жіноча боротьба, до 60 кг        | Бронза |
| Турнір Дана Колова — Николи Петрова 2015                       | Україна     | жіноча боротьба, до 58 кг        | Бронза |
| Київський Міжнародний турнір з боротьби 2016                   | Україна     | жіноча боротьба, до 60 кг        | Бронза |
| Кубок Алроси 2016                                              | Азербайджан | жіноча боротьба, до Teamevent кг | Срібло |
| Золотий Гран-прі з боротьби 2016                               | Азербайджан | жіноча боротьба, до 60 кг        | Срібло |
| Київський Міжнародний турнір з боротьби 2017                   | Азербайджан | жіноча боротьба, до 60 кг        | Золото |
| Ігри ісламської солідарності 2017                              | Азербайджан | жіноча боротьба, до 60 кг        | Золото |
| Кубок Алроси 2017                                              | Азербайджан | команда                          | Бронза |
| Київський Міжнародний турнір з боротьби 2018                   | Азербайджан | жіноча боротьба, до 62 кг        | Золото |
| Турнір Олександра Медведя 2018                                 | Азербайджан | жіноча боротьба, до 59 кг        | Срібло |
| Pro Wrestling League 2019                                      | Азербайджан | команда                          | Золото |
| Турнір міста Сассарі з боротьби 2019                           | Азербайджан | жіноча боротьба, до 62 кг        | 14     |
| Турнір Яшара Догу 2020                                         | Азербайджан | жіноча боротьба, до 62 кг        | Срібло |
| Київський міжнародний турнір 2020                              | Азербайджан | жіноча боротьба, до 65 кг        | Золото |
| Київський Міжнародний турнір з боротьби 2021                   | Азербайджан | жіноча боротьба, до 62 кг        | 13     |
| Олімпійський кваліфікаційний турнір з боротьби 2021 (Будапешт) | Азербайджан | жіноча боротьба, до 62 кг        | Бронза |
| Олімпійський кваліфікаційний турнір з боротьби 2021 (Софія)    | Азербайджан | жіноча боротьба, до 62 кг        | 13     |
| Ісламські ігри солідарності 2022                               | Азербайджан | жіноча боротьба, до 62 кг        | Бронза |

### Виступи на змаганнях молодших вікових груп
| Змагання                                       | Збірна      | Вагова категорія          | Місце  |
| ---------------------------------------------- | ----------- | ------------------------- | ------ |
| Чемпіонат Європи з боротьби серед кадетів 2009 | Україна     | жіноча боротьба, до 40 кг | 11     |
| Чемпіонат Європи з боротьби серед кадетів 2010 | Україна     | жіноча боротьба, до 43 кг | Бронза |
| Чемпіонат світу з боротьби серед юніорів 2014  | Україна     | жіноча боротьба, до 59 кг | 15     |
| Чемпіонат Європи з боротьби серед молоді 2015  | Україна     | жіноча боротьба, до 58 кг | Бронза |
| Чемпіонат Європи з боротьби серед молоді 2016  | Азербайджан | жіноча боротьба, до 60 кг | Золото |
| Чемпіонат Європи з боротьби серед молоді 2017  | Азербайджан | жіноча боротьба, до 60 кг | 10     |
| Чемпіонат світу з боротьби серед молоді 2017   | Азербайджан | жіноча боротьба, до 60 кг | Бронза |